# Annibale Papetti
Annibale Papetti (18 giugno 1918 – Milano, 27 maggio 1990) è stato un attore, pittore e paroliere italiano.

## Biografia
Annibale Papetti ha interpretato all'incirca una quindicina di pellicole italiane degli anni settanta. Ha lavorato quasi esclusivamente in film girati a Milano e provincia, ed ha anche preso parte ad alcuni fotoromanzi.
L'ultimo film che ha interpretato, in un piccolo ruolo secondario, è stato La baraonda di Florestano Vancini. Riposa al cimitero Maggiore di Milano.

## Filmografia
- I familiari delle vittime non saranno avvertiti, regia di Alberto De Martino (1972)
- Dentro la casa della vecchia signora, regia di Giacomo Battiato (1973)
- Milano rovente, regia di Umberto Lenzi (1973)
- 5 donne per l'assassino, regia di Stelvio Massi (1974)
- Il giudice e la minorenne, regia di Franco Nucci (1974)
- Mussolini ultimo atto, regia di Carlo Lizzani  (1974)
- Squadra volante, regia di Stelvio Massi (1974)
- La polizia ha le mani legate, regia di Luciano Ercoli (1975)
- Storie di vita e malavita, regia di Carlo Lizzani (1975)
- Brogliaccio d'amore, regia di Decio Silla (1976)
- Bruciati da cocente passione, regia di Giorgio Capitani (1976)
- Lettomania, regia di Vincenzo Rigo (1976)
- Una donna di seconda mano, regia di Pino Tosini (1977)
- Ecco noi per esempio, regia di Sergio Corbucci (1977)
- Il cinico, l'infame, il violento, regia di Umberto Lenzi
- Geppo il folle, regia di Adriano Celentano (1978)
- Venerdi, episodio di Sabato, domenica e venerdì, regia di Castellano e Pipolo (1979)
- La baraonda, regia di Florestano Vancini (1980)

Un Uomo Curioso Miniserie Rai 1975